# NGC 5105
NGC 5105 este o low-surface-brightness galaxy⁠(d) situată în constelația Fecioara. A fost descoperită în 3 iunie 1886 de către Lewis A. Swift. Se află la o distanță de 33,27 de megaparseci de Pământ.